# Diabrotica clarkellita
Diabrotica clarkellita es una especie de insecto coleóptero de la familia Chrysomelidae.
Fue descrita científicamente en 1911 por Bowditch.